# 야마우치 게이타
야마우치 게이타(일본어: 山内 恵太, 1994년 4월 16일~)는 일본의 축구 선수이다.

## 구단 경력
그는 2013년 J1리그의 YSCC 요코하마 2nd에 입단했다. 2018년 J3리그의 YSCC 요코하마로 승격했다. 2020년 타이중 푸투로 FC로 이적했다.